# Grzegorz Lato
Grzegorz Bolesław Lato (ˈgʐɛgɔʐ ˈlatɔ; Malbork, Pomerania, 8 de abril de 1950) es un exfutbolista polaco y máximo goleador en el Mundial de 1974 con la selección de Polonia. Lato es el único jugador polaco en ganar la Bota de Oro en una Copa del Mundo, sin considerar a Miroslav Klose, bota de oro en la Copa del Mundo de 2006, representando a Alemania. Es considerado uno de los mejores futbolistas polacos de todos los tiempos y uno de los futbolistas en su posición más rápidos y vertiginosos de los años 1970.

## Carrera profesional
Lato pasó la mayor parte de su carrera con el club Stal Mielec y los llevó a Polonia campeonatos de Liga en 1973 y 1976, así como una aparición en los cuartos de final de la Copa de la UEFA 1975-76. Obtuvo la distinción como máximo goleador de la liga en 1973 (13 goles) y en 1975 (19 goles). Lato pasó la mayor parte de su carrera con el club, donde hizo 272 apariciones y marcó 111 goles en la Ekstraklasa, la primera división de Polonia.
La liga polaca prohibía las transferencias de jugadores en el extranjero hasta que un jugador llegue a la edad de 30 años, lo que dificultó sus oportunidades para mostrar su talento sobre una base regular para un público más amplio en todo el continente. Lato había rechazado una invitación personal de Pelé para jugar en el Cosmos de Nueva York y en 1980 comenzó a jugar para el club belga KSC Lokeren. También había jugado en México durante la temporada 1982-83 para el Atlante FC, donde acumuló 15 goles. Lato también pasó algún tiempo en Canadá, jugando para una liga amateur en Hamilton, Ontario.

## Selección nacional
Lato fue internacional con Polonia en 104 oportunidades entre 1971 y 1984, marcó 45 goles, que es la segundo mejor marca en la historia de su país por detrás de Włodzimierz Lubański.
Participó en 3 mundiales, donde anotó 10 goles. Primero en el que fue su gran mundial la Copa del Mundo de 1974 y luego en los torneos de Argentina 1978 y España 1982. En Alemania 1974, fue el goleador del certamen y ganó la Bota de Oro al anotar 7 goles. En un difícil Grupo 4, los polacos logran su primer triunfo derrotando a Argentina por 3-2, con dos goles de Lato. Luego Polonia logró la segunda más amplia victoria del torneo sobre Haití 7 a 0 (la mayor fue el 9-0 de Yugoslavia sobre Zaire), con 2 goles de Lato, después derrotó 2-1 a Italia. En la segunda ronda en el Grupo B, el delantero del Stal Mielec fue aún más decisivo, marcando los goles del triunfo contra, Suecia (1-0) y Yugoslavia (2-1). Lato poco pudo hacer para evitar la derrota por 1-0 ante la anfitriona Alemania en Fráncfort, pero fue capaz de llevar a su equipo a un meritorio tercer lugar logrando el único gol de la victoria ante Brasil 1-0.
En la Copa Mundial de Fútbol de 1978 en Argentina, Lato anotó 2 goles uno contra Túnez en la victoria 1-0 en primera fase y otro a Brasil en la derrota 1-3 en segunda fase. En España 1982 el delantero ganó con Polonia la medalla de bronce, donde anotó 1 gol en la goleada 5-1 contra Perú en primera fase y fue fundamental y explosivo en cuartos de final para derrotar a los belgas 3-0 donde estuvo imparable con su rapidez y desborde para habilitar a Boniek que anotó un triplete, luego perdieron la semifinal con Italia 2-0 y obtuvieron el 3.er puesto ante Francia por 3-2.
Lato se retiró oficialmente del fútbol internacional en abril de 1984 después de disputar un partido contra Bélgica. Terminó su carrera con el equipo nacional de Polonia con 45 goles obtenidos, acompañado por una impresionante proporción de 0,43 goles por partido. Lato también había ganado la Medalla de Oro con Polonia en los Juegos Olímpicos de 1972 y la Medalla de Plata en Montreal 1976.

### Participaciones en Copas del Mundo
| Mundial                        | Sede                | Resultado     | Partidos | Goles | Asist. |
| ------------------------------ | ------------------- | ------------- | -------- | ----- | ------ |
| Copa Mundial de Fútbol de 1974 | Alemania Occidental | Tercer puesto | 7        | 7     | 2      |
| Copa Mundial de Fútbol de 1978 | Argentina           | Segunda fase  | 6        | 2     | 2      |
| Copa Mundial de Fútbol de 1982 | España              | Tercer puesto | 7        | 1     | 3      |
| Total                          | Total               | Total         | 20       | 10    | 7      |

## Clubes
| Equipo                           | País    | Temporadas | Partidos | Goles | Promedio |
| -------------------------------- | ------- | ---------- | -------- | ----- | -------- |
| Stal Mielec                      | Polonia | 1966-1980  | 295      | 117   | 0.40     |
| K. S. C. Lokeren Oost-Vlaanderen | Bélgica | 1980-1982  | 64       | 12    | 0.19     |
| C. F. Atlante                    | México  | 1982-1984  | 45       | 15    | 0.33     |